# 施塔勞爾埃克山

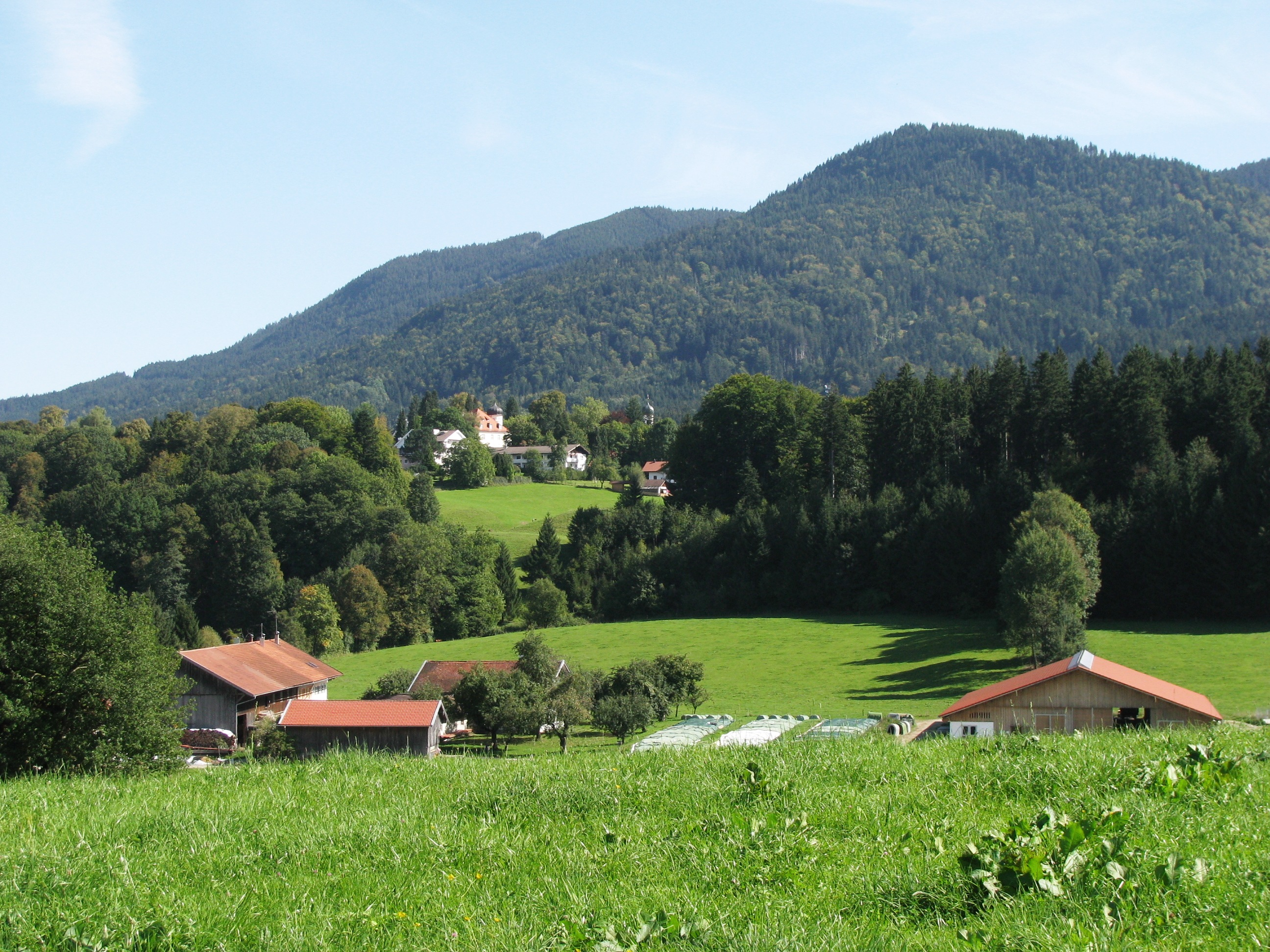

47°44′02″N 11°28′42″E / 47.73389°N 11.47824°E
施塔勞爾埃克山（德語：Stallauer Eck），是德國的山峰，位於該國東南部，由巴伐利亞負責管轄，屬於巴伐利亞前阿爾卑斯山脈的一部分，海拔高度1,213米，每年平均降雨量1,764毫米。